# Gonfreville Handball
 (mai 2017).
Si vous disposez d'ouvrages ou d'articles de référence ou si vous connaissez des sites web de qualité traitant du thème abordé ici, merci de compléter l'article en donnant les références utiles à sa vérifiabilité et en les liant à la section « Notes et références ».
Maillots
Actualités
Dernière mise à jour : 10 janvier 2025.
Le Gonfreville Handball (GH) anciennement l'Entente sportive municipale Gonfreville l'Orcher (ESMGO) Handball est un club français de handball basé à Gonfreville-l'Orcher en Seine-Maritime.

Fondé en 1962, le club évolue plusieurs saisons en Championnat de France (D1) durant les années 1970 puis à nouveau une saison en 1988-1989. Depuis la saison 2013-2014, il évolue désormais en Nationale 1.

## Repères historiques
- 1955 : fondation du club omnisports de l'Entente sportive municipale de Gonfreville-l'Orcher (ESMGO).
- 1962 : titre régional USEP avec l'école Arthur Fleury remporté grâce à l'enseignant M. Le Goaster et création de la section handball de l'ESMGO par l'éducateur Gaétan Martineau, moniteur d'EPS au sein de la municipalité.
- 1962/63 : les cadets sont champions de Seine-Maritime avec à sa tête Joël Besnard. Création de la section handball FSGT grâce à l'appui de la municipalité de Gonfreville-l'Orcher
- 1964/65 : ces mêmes cadets vont en finale du Championnat de France (Challenge Falcony) mais s'inclinent contre Belfort à Bondy.
- 1966/67 : les juniors sont finaliste du Championnat de France (Challenge Sabatier) contre Corbeil. Accession en excellence régionale - 120 licenciés.
- 1967/68 : le club est deuxième du championnat de Normandie d'Excellence. Patrick Thierry est sélectionné en France espoir et Lamotte en France junior.
- 1968/69 : Accession en Excellence nationale - 165 licenciés. Thierry et Gruchy (France espoirs) / Lamotte (France juniors) / Donnet et Osmont (France cadets).
- 1969/70 : Attribution de la salle Auguste Delaune de Mayville sur la commune de Gonfreville l'Orcher. 5e de poule B en Excellence nationale. Thierry (France A) / Donnet, Osmont et Lamotte (France juniors)
- Durant les années 1970, le club évolue en Nationale 1 et Nationale 1B :
  - 1970/71 : Accession en nationale 2 - 182 licenciés - Thierry (France A), Donnet et Osmont (France espoirs) / Gruchy (France B).
  - 1971/72 : Accession en Nationale 1 en étant 1er du championnat de France de Nationale 2 (poule B) Nationale 2. Thierry et Donnet (France A) / Osmont (France B). Date mémorable de cette saison : le derby ESMGO vs HAC/CAHPA 17 à 15 en novembre 1971 où Thierry - Donnet étaient face à Alliaume et Osmont
  - 1972/73 : 6e place de Nationale 1. A noter: nuls contre Strasbourg 15-15 et Ivry 20 à 20. Thierry et Donnet (France A)
  - 1973/74 : 12e place de Nationale 1. Barragiste contre Colombe puis ES Besançon l'ESMGO est relégué en Nationale 2.
  - 1974/75 : 2ème du championnat France de Nationale 2 (poule D). Barragiste contre Toulouse U.C Gonfreville demeure en N2.
  - 1975/76 : 1ème du championnat France de Nationale 2 (poule C). Accession en Nationale 1. Demi-finaliste de Nationale 1B et accession en Nationale 1
  - 1976/77 : 6e place de Nationale 1 - 210 licenciés -Daniel Donnet (France A) record absolu du championnat des buteurs avec 138 réalisations.
  - 1977/78 : 5e place de Nationale 1 ; Les juniors sont champions de France (Challenge SABATIER) où ils battent Stella Saint-Maur 25 à 22 en finale à Amiens.
  - 1978/79 : 8e place de Nationale 1 ; L'équipe féminine accède à la Nationale 2
  - 1979/80 : 6e place de Nationale 1. Demi-finaliste du championnat de France juniors à Chambéry. ESMGO féminine 3e du championnat de France Nationale 2. Esparre, Dutot et Tison (France juniors), Monnot (France cadets), Zmuda et Philippe (stage national)
  - 1981 : 10e place de Nationale 1 et vainqueur du Challenge de France
  - 1982 : 16e place de Nationale 1 et relégation en Nationale 1B.
- 1987 : changement au sein du comité directeur. Les « anciens » laissent leur place à de nouveaux arrivants. C'est le choix de l'amateurisme contre le professionnalisme en France.
- 1988 : le club termine vice-champion de Nationale 1B et accède en Nationale 1A
- 1989 : le niveau de la Nationale 1 est exigeant, la concurrence rude, les moyens font défaut. Après une saison parmi l'élite, le club retourne en Nationale 1B.
- 1990-1993 : des modifications ont lieu dans l'organisation des championnats. L'équipe alterne entre Nationale 2 et Nationale 3.
- 1993-1994 : Gonfreville-l'Orcher termine deuxième de sa poule et accède à la Nationale 1 Performance (équivalent de la D2 aujourd'hui). La même année au niveau des féminines, une entente est créée avec Le Havre AC. L'équipe évolue en deuxième division.
- 1994-1995 : l'équipe masculine est reléguée en Nationale 1 alors qu'elle termine septième de sa poule en championnat du fait d'une nouvelle réorganisation des championnats (passage de 36 à 14 équipes).
- 1995-1996 : mauvaise saison, l'équipe masculine passe en Nationale 2. L'entente entreprise avec Le Havre AC pour l'équipe féminine est dissoute. L'équipe reprendra en Régionale 1.
- 1997 : l'équipe masculine évolue en Nationale 2, terminant dans la première moitié du championnat. Moreau T. (France cadets)
- 1999 : l'équipe féminine retrouve la Nationale 2.
- 2000 : l'équipe féminine est barragiste pour l'accession en Nationale 1.
- 2004 : l'équipe masculine retrouve le championnat de Nationale 1.
- 2008 : 4 ans après son accession en Nationale 1, l'équipe première accède au championnat de Pro D2.
  - 2009 : 11e place
  - 2010 : 14e place (relégué)
- 2010 - 2012 : retour en Nationale 1.
- 2012 : la section fête ses 50 ans d'existence et nouvelle accession au championnat de Pro D2.
  - 2013 : 14e place (relégué)
- 2013 : l'équipe masculine retrouve le championnat de Nationale 1 et l'équipe réserve accède au championnat de Nationale 3.
- 2014 :  L'équipe réserve ne réussit pas à se maintenir en Nationale 3 et redescend en Pré-Nationale.
- 2015/16 : 9e du Championnat de N1
- 2016/17 : 3e du championnat de N1 (poule 2)
- 2017/18 : 1er du championnat de N1 (poule 2)
- 2018/19 : 2e du championnat de N1 (poule 2)
- 2019/20 : 2e de championnat de N1 (poule 1)
- 2020/21 : 9e du championnat de N1 "élite"
- 2021/22 : 9e du championnat de N1 "élite"
- 2022/23 : 11e du championnat de N1 "élite". L'équipe réserve de Norbert Vanègue monte en N3.
- 2023/24 : 12e du championnat de N1 fédéral. L'équipe réserve redescend en championnat Pré-national.
- 2024/25 : en cours (N1 territoriale)

## Palmarès du Club
- 1969 : Accession en Championnat Excellence National masculin
- 1965 : Les cadets vont en finale du Championnat de France (Challenge Falcony) mais s'inclinent contre Belfort
- 1972 : Champion de France de Nationale 2 masculin
- 1976 : Champion de France de Nationale 2 masculin
- 1978 : Les juniors sont champions de France (Challenge Sabatier) où ils battent Stella Saint-Maur
- Champion de Normandie Juniors 1976-1981-1982-1984-1985, cadets 1969-1974-1976-1979-1984-1995 et minimes 1977-1988-1994-1995
- 13 fois vainqueur de la coupe de Normandie en 1972-1973-1974-1975-1978-1982-1983-1985-1986-1991-1993-1995-1998
- 4 fois champion de France FSGT 1970-1971-1972 et 1974
- 1981 : Champion de Normandie
- 1981 : Vainqueur du Challenge de France (victoire face à Décines en finale 26 à 21)
- 1997 : Demi-finaliste du Challenge Falcony (-17 ans masculin). Défaite contre Ivry
- 2007 : Championne de France de N2 féminine

## Effectifs du club

### Équipe réserve
L'équipe réserve a été reléguée de Nationale 3 (D5) en 2024 puis de prénationale (D6) en 2025.

### Le centre d'entrainement
Le club dispose d'un centre d'entrainement depuis 2015 en partenariat avec le Lycée Schuman/Peret du Havre où les jeunes joueurs peuvent être accueillis dans l'internat du Lycée et de bénéficier de facilités d'emploi du temps pour pouvoir s'entrainer. Les joueurs bénéficient de 5 entrainements hebdomadaires (2 séances à dominantes physiques et 3 séances basées pour la pratique du handball). Ce centre est labellisé par la ligue de Normandie de Handball.
L'objectif du centre est d'offrir à une quinzaine de joueurs âgés de 14 à 20 ans un double parcours sportif et scolaire afin de concilier la scolarité avec une pratique du handball de sportif de haut niveau.
L'objectif du club est d'alimenter les équipes séniors de Gonfreville et plus particulièrement l'équipe fanion évoluant actuellement en N1 territoriale.

### Section jeune
Le club dispose de section de jeunes de tout âge, allant du Baby Hand (dés 3 ans) au -17 ans. Le club évolue également au niveau 18 France depuis 2016. Le club ne dispose pas actuellement de section féminine. Cependant, les filles peuvent évoluer au club jusqu'au -13 ans. 
Par ailleurs, le club organise un tournoi scolaire, le TOTALement Hand en partenariat avec Total afin d'initier les jeunes havrais au Handball en les sensibilisant aux règles fondamentales de la discipline (fair play, solidarité, gout de l'effort, esprit d'équipe ...). Il a pour objectif secondaire la volonté d'intégrer au club les jeunes talents de demain. Chaque année au mois de juin, le Gonfreville Handball fédère, autour de sa discipline, une centaine de jeunes écoliers et collégiens issus de l'agglomération havraise.

### Supporters
Depuis la saison 2023/24, un Kop de supporters "enflamme Delaune". Le RED WALL est composé d'une trentaine de spectateurs (surtout des jeunes joueurs du club) lors des matchs à domicile. Pour la saison 2024/2025, le record d'affluence pour un match du GH était de 800 spectateurs lors du derby contre Rouen HB.

## Effectif 2025/2026
Transferts
| Arrivées (vient de) | Départs (part à) |
| --- | --- |
| - Lukas Genes-Szukielowicz AEK Athènes - Richarson Caillot Massy Essonne Handball - Thomas Manche ? - Valentin Vialleton Saint-Etienne - Samuel Berkani PAUC - Mathys N'Diaye Saint-Valery - Mathéo Castaing Pau Billère Handball - Ilan Osmont équipe jeunes (formé au club) - Sacha Tenaglio équipe jeunes (formé au club) - Sacha Gérard équipe jeunes (formé au club) | - Baptiste Adam ? - Thomas Raby Yvetot - Valentin Basille ? - Mael Fouga Lanester Handball - Martin Bailleul Rouen - Maceo Pachoud ? |

## Personnalités liées au club

### Figures emblématiques du club
Parmi les figures emblématiques du club, on trouve :
- Gaétan Martineau : né le 17 mars 1934 au Havre et décédé le 31 août 2022. Adolescent, il pratique le football, la gymnastique et la boxe. En 1955, il est incorporé au bataillon de Joinville en tant qu'instructeur militaire EPS. Il intègre l'équipe de France militaire de boxe et participe aux jeux mondiaux de boxe à Munich. Il est ensuite entraîneur 3e degré de handball et d'athlétisme, moniteur d'état à partir de 1959, membre du comité directeur de l'ESMGO à partir de 1960, créateur des sections handball et athlétisme… Il fonde en 1962 la section handball qui deviendra l'ESMGO handball. Il est également entraîneur et président du club de 1966 à 1968 et de 1988 à 1992.
- Patrick Le Moal  : né le 12 janvier 1951 et décédé le 27 mai 2022. Patrick a commencé son aventure à Gonfreville en tant que joueur. Il a fait ses premières armes à l'école primaire de Mayville. Il faisait partie des effectifs qui sont montés en N1 en 1972, qui ont gagné le challenge de France en 1981... Il est ensuite président du club de 1992 à 2016 et a joué un rôle important dans l’obtention par la commune du titre de Ville la plus sportive de France en 2003, dans la catégorie de moins de 20.000 habitants.
- Thierry Patrick : né le 16 septembre 1948 au Havre, Thierry Patrick a tout connu au club : joueur, puis entraineur et enfin dirigeant. Il est arrivé au club en 1964 pour ne jamais le quitter. Il a joué de 16 ans à 40 ans en équipe première de Gonfreville. Il a porté de nombreuses fois le maillots de l'équipe de France avec les espoirs et avec l'équipe de France A (54 sélections).
- Daniel Donnet : joueur emblématique de l'ESMGO, il était capable à lui seul de faire vibrer la salle Delaune. International français évoluant au poste de pivot, il porta le maillot de l'équipe de France a 70 reprises de 1965 à 1981 : cadets 1965-1966-1967, juniors 1968-1969, espoirs 1960-1971, militaire 1972, B 1971-1972 et A 1973 à 1978 (7eme des championnats du Monde B 1977 et 12eme championnat 1978 au Danemark). Daniel Donnet est le meilleur buteur du championnat de France de N1 en 1975 et 1977 (138 buts). L'argent Gonfrevillais porta sur ses épaules toute l'épopée du hand à Gonfreville. Le talent a l'état pur pour "Baizot" qui marqua l'histoire du gand français en hissant l'ESMGO vers les sommets de N1.
- Denis Osmont : né le 17 mars 1950 à Sassetot-le-Mauconduit, c'est au CAHPA en 1964 qu'il fait ses premières armes sous la houlette de François Morére après avoir joué 6 saisons au basket à l'AL Aplemont. Ce demi-centre a connu 2 clubs : avec le CAHPA, il est champion de France juniors UFO-LEP en 1967, champion de Normandie cadets en 1966 et R1 en 1968, 1/2 finaliste Excellence Nationale 1969, vainqueur de la coupe de Normandie 1970-1971 et joueur de N2 de 1969 à 1974 ; avec l'ESMGO, il est 1/2 finaliste de N2 en 1975, vainqueur de challenge de France en 1981, joue durant près de 10 saisons en N1 et est vainqueur de la coupe de Normandie 1975-1978-1982-1983-1985-1986. Osmont a également été sélectionné en équipe régionale cadets, juniors et seniors pour devenir international cadets en 1968, juniors en 1969 et espoirs en 1970 (2éme de la coupe latine), équipe de France B (8 sélections), équipe de France A (stage en 1976) et équipe de France militaire en 1976 (tournée en Chine).
- Norbert Vanègue : né le 5 décembre 1958 au Havre, Norbert débuta le handball au Hac en 1970. Il intégrera l'ESMGO qu'en 1973 après avoir été impressionné par la grandeur de la salle Delaune lorsqu'il avait joué avec le HAC contre l'équipe de Gonfreville. L’année suivante, il remporte le championnat de Normandie cadets. En 1977, il intègre l'équipe fanion et sera sacré champion de France juniors en 1978. Il sera également lauréat du challenge de France en 1981 pour avoir joué depuis 10 saisons en N1. Il fait également partie de l'effectif qui remonte en première division en 1988. Il fut vainqueur de la coupe de Normandie en 1978, 1982, 1983, 1985, 1986. Norbert est sélectionné en équipe de Normandie de 1974 à 1978 et international juniors en 1978. Après trois saisons à Bolbec, il revient au club en 1993 pour ne plus jamais le quitter. Après plus de 50 ans passés au club, Norbert a été joueur, entraineur et dirigeant. Son fils Lucas Vanègue est handballeur professionnel.
- Grégory Anquetil : il possède l'un des palmarès les plus étoffés du sport français. Il est notamment double champion du monde en 1995 et 2001 et médaillé de bronze en championnat du monde de 2003 et 2005. Gregory détient 169 sélections, pour 476 buts en équipe de France. Avec son club de Montpellier, il est notamment vainqueur de la Ligue des champions en 2003 et champion de France en 1995, 1998, 1999, 2000, 2002, 2003, 2004, 2005, 2006... Né le 14 décembre 1970, il fait ses première armes à la salle Delaune dès l'age de 5 ans pour suivre les traces de son frère et de sa sœur qui faisaient également du handball à Gonfreville-l'Orcher. Son attirance pour le handball provient également du fait que le handball est le sport phare de la commune à cette époque. Comme le déclare Gregory, « j'étais très fier d'aller à l'école avec mon maillot de l'ESMGO ». Grégory a quitté le club de Gonfreville à l'age de 19 ans pour Montpellier, amorçant ainsi une carrière de très haut niveau.

### Autres personnalités
Parmi les autres joueurs ayant côtoyé le plus haut niveau national et international, on trouve :
- Christophe Esparre : avant 1982
- Gaël Monthurel : de 1985 à 1987
- Frédéric Anquetil : formé au club (avant 1988)
- Slavisa Rističeviċ : de 1994 à 1998
- Mohamed Tajouri : de 2008 à 2010
- Maximilien Tike[1] : de 2016 à 2018
- Lucas Vanègue : de 2000 (formé au club) à 2019
- Jordan Fernandez : international américain[2], formé au club

Parmi les joueuses, on trouve :
- Linda Silliau[3] : formée au club
- Délphine Boucaut[4] : formée au club
- Émilie Moreau [5] : formée au club

Parmi les entraîneurs, on trouve :
- Slavisa Rističeviċ : de 1998 à 2000
- Gaël Monthurel : de 2002 à 2005 et de 06 à 12/2024
- Dragan Mihailovic : de 2010 à 2014
- Chérif Hamani : de 2014 à 2017
- Diallo Ibrahima : de 2017 à 2023

## Divers

### Logo

Logo ESMGO.
Logo avant 2021.
Logo depuis 2021.

### Gymnase

Inauguration en 1968.

Gymnase Delaune en 2021.

Au début de son histoire, les joueurs de Gonfreville jouent rue Jules-Guesde au Havre dans un gymnase prêté par la ville du Havre. Le 26 avril 1968, la municipalité de Gonfreville-l'Orcher inaugure le gymnase Delaune qui est implanté avenue Schneider à Mayville où se tenait la cantine scolaire de l'école de Mayville.